# Gloria Francella
Gloria Francella (Colleferro, 16 agosto 1957) è un'illustratrice e scrittrice italiana.

## Biografia
Nata a Colleferro, in provincia di Roma nel 1957, Gloria Francella si diploma all'Istituto europeo di design nella capitale. Per quindici anni lavora come illustratrice pubblicitaria freelance, curando anche le immagini su alcune voci dell'Enciclopedia Treccani. Dopo aver illustrato filastrocche per il mensile La Giostra (1980-2000) e per la rivista di Giulio Coniglio, dal 2000 in poi si dedica esclusivamente all'editoria per bambini. Allieva di Emanuele Luzzati, Giulio Gianini e successivamente di Svjetlan Junakovic, partecipa con le sue opere a diverse mostre e concorsi: nel 1986 entra nella selezione ufficiale della Bologna Children's Book Fair, nel 2001 e nel 2002 vince consecutivamente la Menzione d'onore al Concorso Internazionale per la Fiaba illustrata di Bordano, e nel 2016 è insignita del primo premio nella Sezione illustratori del concorso Un Prato di Fiabe. L'app tratta da Amico Ragnolo, il racconto ironico e divertente sull'amicizia, che va oltre i pregiudizi e le apparenze, tra un minuscolo ragno nero e un grande papero bianco, è stata selezionata fra le migliori venti presentate a Bologna nel 2014. 
Realizza le illustrazioni per il libro di Vanna Cercenà I bambini nascono per essere felici, libro nato con l'idea di far conoscere ai piccoli, usando un linguaggio semplice e immagini colorate, temi importanti legati all'infanzia, partendo da quelli generali per arrivare a quelli specifici su famiglia, educazione, identità, salute, informazione e regole, tutti sviluppati attraverso la filastrocca e il gioco del puzzle. Un modo di reinterpretare la Convenzione sui diritti dell'infanzia (approvata dall’Assemblea Generale delle Nazioni Unite il 20 novembre 1989 e ratificata dall’Italia con la Lg.176 del 27 maggio 1991) in occasione della Giornata mondiale per i diritti dell'infanzia.
Parallelamente all'attività editoriale, conduce nelle scuole e nelle biblioteche laboratori creativi per bambini di tutte le età.

## Opere
Nella sua carriera, Gloria Francella ha collaborato con alcune case editrici per l'infanzia in Italia, fra cui Giunti, Mondadori e Fatatrac. Con la Smallbytes Digital di New York ha creato un'app per bambini, Tidy Mice Tales, traendone poi una seconda dal suo libro Amico Ragnolo. Le sue opere sono state tradotte in Turchia, Spagna e Cina.

### Scritti e illustrati
- 2006, C'era una volta un lago, Giunti Kids[9]
- 2010, Amico Ragnolo, Fatatrac[10]
- 2017, Pino ha perso le parole, Sinnos Editrice[11]
- 2018, Sono solo un gatto nero, Fatatrac[12]

### Illustrati
- 1993, Camillo il gatto, CCP Editore
- 1993, Otello il rospo, CCP Editore
- 1993, Rosina la papera, CCP Editore
- 1993, Taddeo il lupo, CCP Editore
- 1996, Le Filafiabe, SEI, scritto da Domenico Volpi
- 1998, Tic-Tac, La Coccinella, scritto da Giovanna Mantegazza
- 2002, Puffo e il suo papà fanno una sorpresa, La Coccinella, scritto da Emanuela Bussolati e Giovanna Mantegazza
- 2003, Ti piace il mio cappello?, La Coccinella, scritto da Giovanna Mantegazza
- 2004, Le filastrocche del clown, Nuove Edizioni Romane, scritto da Massimiliano Maiucchi
- 2004, Un naso tutto rosso, Nuove Edizioni Romane, scritto da Massimiliano Maiucchi
- 2004, Animali in quattro righe, Nuove Edizioni Romane, scritto da Massimiliano Maiucchi
- 2005, La storia vera del verme mela, Giunti, scritto da Luca Cognolato[13]
- 2007, Il pitone pappatutti, Giunti, scritto da Claudia Palombi
- 2007, Gloria Muccalesta Superstar, Giunti, scritto da Claudia Palombi
- 2007, Buon compleanno con il verme mela, Giunti, scritto da Luca Cognolato
- 2008, 1 due 3 quando come xché, Fatatrac, scritto da Nicoletta Codignola
- 2008, Cammina manina, Franco Cosimo Panini, scritto da Pietro Formentini[14][15]
- 2008, Avventure in cucina, Nuove Edizioni Romane, scritto da Emanuela Da Ros
- 2008, Il lupo e i sette capretti, Mondadori
- 2008, I tre porcellini, Mondadori
- 2009, Le più belle fiabe, Mondadori
- 2009, E poi? E poi? E poi?, Nuove Edizioni Romane, scritto da Roberto Piumini
- 2011, Le parole per stare insieme, Fatatrac
- 2011, R&M. Agenzia di investigazioni, Nuove Edizioni Romane, scritto da Ramón Díaz Eterovic
- 2012, Radici, Franco Cosimo Panini, AA.VV.
- 2012, Ho 4 anni!, Giunti, scritto da Silvia D'Achille
- 2012, Giochiamo a disegnare gli animali della campagna, La Coccinella, scritto da Emanuela Bussolati e Giovanna Mantegazza
- 2012, Giochiamo a disegnare fate, draghi, streghe e castelli, La Coccinella, scritto da Emanuela Bussolati[16]
- 2012, I bambini nascono per essere felici (carte in tavola), Fatatrac, scritto da Vanna Cercenà
- 2012, Indovina l'avventura dell'orsetto, La Coccinella, scritto da Claudia Palombi
- 2013, Filastrocche per chi vuole fare i giochi di parole, Edizioni Sì, scritto da Claudia Palombi
- 2014, Giochiamo a disegnare gli animali selvaggi, La Coccinella, scritto da Giovanna Mantegazza
- 2014, Giochiamo a disegnare il Natale, La Coccinella, scritto da Giovanna Mantegazza
- 2014, Tidy Mice Tales, Smallbytes Digital, scritto da Gioia Francella
- 2014, Tante storie di gatti, conigli, ranocchi e..., Editrice Il Castoro, scritto da Guido Quarzo[17]
- 2015, Tante storie di leoni, giraffe, elefanti e..., Editrice Il Castoro, scritto da Guido Quarzo[18]
- 2015, Giochiamo a disegnare i cuccioli di casa, La Coccinella, scritto da Gabriele Clima
- 2016, Le mie prime storie, Giunti, AA.VV.
- 2016, Calendario Fatatrac
- 2016, I bambini nascono per essere felici, Fatatrac, scritto da Vanna Cercenà[19][20]
- 2017, Papparappa, Sinnos Editrice, scritto dal Collettivo QB[21]
- 2017, Il sapore del colore, Fatatrac, scritto da Elena Baboni
- 2018, Il ritorno del verme mela, Giunti, scritto da Luca Cognolato
- 2018, Merlo e i colori, Sinnos, scritto da Giulio Fabroni
- 2018, Merlo e la merenda, Sinnos, scritto da Giulio Fabroni
- 2019, Merlo e gli opposti, Sinnos, scritto da Giulio Fabroni
- 2019, Merlo e le emozioni, Sinnos, scritto da Giulio Fabroni
- 2021, Il mio albero. La vita, le stagioni e gli animali, Giunti, scritto da Elisa Prati
- 2021, Achille cane quadrato, Sinnos, scritto da Giulio Fabroni
- 2021, Vanessa vanesia, Fatatrac, scritto da Gloria Francella

### App per bambini
- 2015, I topini lindi e pinti (Tidy Mice Tales), Smallbytes Digital, scritto da Gioia Francella
- 2015, Amico Ragnolo (My friend the Spider), Smallbytes Digital[22]